# Andrzej Klesyk

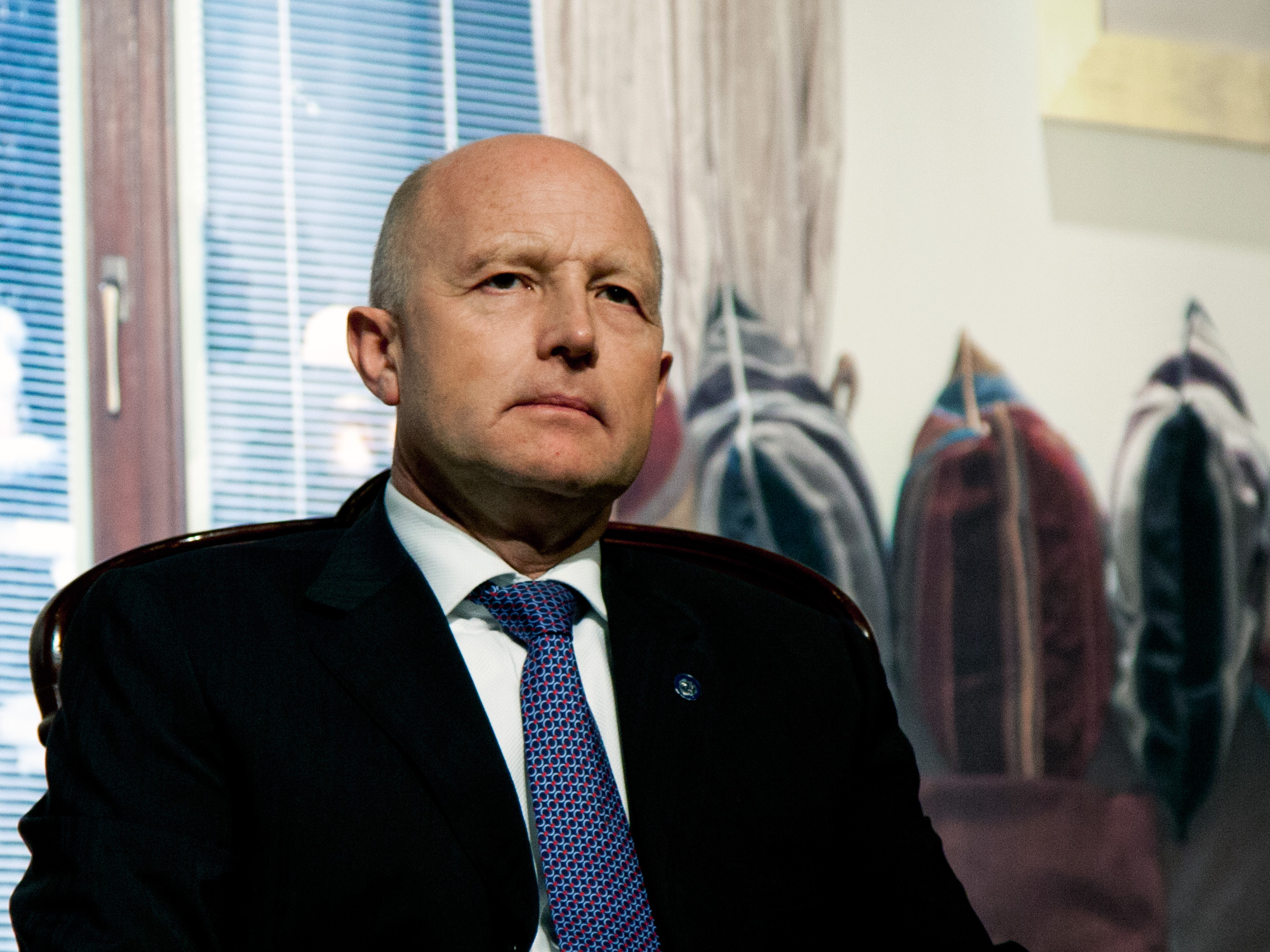
Klesyk, 2013

Andrzej Klesyk (* 1962) ist Volkswirt und war zwischen 2007 und 2015 Vorstandsvorsitzender der größten polnischen Versicherung Powszechny Zakład Ubezpieczeń.

## Leben und Wirken
Im Jahr 1993 erhielt Klesyk an der Harvard University den Titel Master of Business Administration erhalten. Er war Manager in der Beratungsgesellschaft McKinsey and Company in London und gehörte zu den Gründern der polnischen Internet-Bank Inteligo. 2007 bewarb er sich um den Vorstandsposten in der damals größten polnischen Bank PKO BP, zog aber seine Bewerbung zurück, als der damalige Premierminister Jarosław Kaczyński für den Posten seinen Amtsvorgänger Kazimierz Marcinkiewicz einsetzen wollte. Klesyk gab für seine Funktion in der PZU einen gut bezahlten Direktorenposten bei der Boston Consulting Group auf, wo er Versicherungsprojekte leitete. Im Jahr 2009 verdiente er 239.024 PLN brutto (genauso viel wie die anderen Vorstandsmitglieder), plus 55.853 PLN Jahresprämie für 2008 und 239.000 Złoty für die Arbeit in Tochtergesellschaften. Außerdem erhielt er wie die anderen Vorstandsmitglieder ein nichtgeldliches Paket für 100.000 Złoty, das aus Lebensversicherung, privater Gesundheitsfürsorge, Diensthandy und Dienstwagen bestand.